# Die Reise der Dilettanten
Die Reise der Dilettanten (russisch Путешествие дилетантов, Puteschestwije diletantow) ist ein historischer Roman des sowjetischen Schriftstellers Bulat Okudschawa, der 1971 bis 1977 in Dubulty (Ortsteil von Jūrmala) entstand, 1977 im Dezemberheft der Moskauer Monatszeitschrift Nauka i schisn auszugsweise vorabgedruckt wurde und 1980 im Moskauer Verlag Sowetski pissatel erschien.
Russland 1844 bis 1855: In dem Text, einem Gemenge aus „historischem Roman, Groteske und Märchen“, wird das letzte Jahrzehnt der Regentschaft Nikolaus I. angeprangert. Programmatisch erschallt: „Es lebe die Freiheit!“ Der Ruf wird immer einmal von der weiblichen Protagonistin Lavinia, einer bevormundeten Untertanin des Imperators, ausgestoßen.

## Die Flucht
Die Reise der Dilettanten – eines Liebespaares – ist die Flucht vor dem Schürzenjäger Nikolaus I. Der verwitwete Fürst Mjatlew flieht mit Lavinia, der blutjungen Gattin des Wirklichen Staatsrats Ladimirowski. Gegen Ende des 47. der 90 Romankapitel sagt der Fürst über den Zaren: „Er hat mir Aneta entführt, Alexandrina gequält, mich gezwungen, Natalja zu heiraten … Die nächste kriegt er nicht.“ Mit der Nächsten meint der Fürst seine Geliebte Lavinia. Diese verehrt und liebt den Fürsten seit ihrem achten Lebensjahr. Das Ehepaar Ladimirowski war einer Einladung des Imperators zu einem Ball im Anitschkow-Palais gefolgt. Fürst Alexei Orlow hatte während eines Tanzes in jenem Palast Frau Ladimirowskaja ein unmissverständliches Angebot für eine Nacht zu zweit mit dem Zaren in den Privatgemächern des Imperators überbracht. Herr Ladimirowski hatte sich über die ablehnende Haltung seiner Gattin geärgert. Nikolaus I. hatte nicht lockergelassen; hatte dem Fürsten Orlow wenig später empfohlen, die junge Ladimirowskaja des Öfteren zu Hofbällen einzuladen. Fürst Mjatlew hatte Baronesse Aneta Frederiks, seinen Schwarm aus fernen Jugendtagen, um Hilfe bei der Entführung Lavinias aus dem Sündenpfuhl Petersburg gebeten. Aneta hatte tatkräftig mitgewirkt – auch, weil sie aus eigener Erfahrung wusste, was ein Tanz mit dem Fürsten Orlow in der Rolle Amors für eine begehrenswerte junge Frau bedeutete.

## Titel
Warum ist die Flucht des einzelgängerischen Witwers Fürst Mjatlew mit der freiheitsliebenden, verheirateten Lavinia Ladimirowskaja dilettantisch?
Schröder erwidert dazu, „Mjatlew … begreift nicht, daß sein Streben nach Unabhängigkeit … seine offene ‚verbotene Liebe‘ eine Herausforderung für das Nikolaitische System ist und vom Zaren daher als eine Art Rebellion verfolgt und bestraft wird. Mjatlew glaubt, all das sei seine Privatsache und habe nichts mit Politik zu tun. Darin ist er ein Dilettant!“
Das ist wohl wahr. Zwar ist zum Zeitpunkt der Flucht des Petersburger Liebespaares der Zar gerade mit dem Fürsten Orlow in Warschau, doch Orlows Untergebener Leonti Dubelt schickt auf Geheiß des Imperators seine Geheimdienstler unverzüglich in verschiedene Himmelsrichtungen aus. Dubelts beide gen Süden eilenden Mitarbeiter Obrist Peter von Müfling und Oberleutnant Timofej Katakasi holen die zwei Flüchtlinge tatsächlich ein, nehmen sie aber zunächst nicht fest, sondern halten sie bis zu ihrem Reiseziel Tiflis gleichsam an der langen Leine. Das ist auch leicht möglich, weil sich Verfolger und Verfolgte aus Petersburg kennen. Mjatlew hat zudem in seiner Arglosigkeit im Gespräch mit von Müfling das Reiseziel ausgeplaudert. Von Müfling nennt in Briefen nach Petersburg, unterwegs in Pjatigorsk geschrieben, Mjatlew gutmütig und nachgiebig. Der Fürst habe die Ladimirowskaja nicht aus Eigennutz entführt, sondern die Schöne in einer Nacht- und Nebelaktion aus der Tyrannei ihres Ehemannes erlösen wollen. Die bezaubernde Lavinia Ladimirowskaja – edelmütig, bescheiden, von makellosem Äußeren und schweigsam – sei in ihrem Drang nach Unabhängigkeit ein pfiffiges, aber doch naives Geschöpf.

## Inhalt
Ganz oben im Artikel wurde Schröders Kategorisierung des Textes als Märchen zitiert. In Petersburg schlagen sich beispielsweise die Militärs Koko Tetenborn und Hauptmann Mischa Berg, dass die Fetzen fliegen. In der Tifliser Wohnung der tüchtigen Georgierin Madame Maria Amilachwari holt Okudshawa gegen Romanende die beiden als handfeste Handlungsträger mit der Nebenbemerkung, sie seien der Phantasie entstiegen, unvermittelt in das turbulente Geschehen herein. Das Märchendetail passt zu der Protagonistin Lavinia, die immer mit dem omnipräsenten Herrn van Schonhoven gemeint ist.
Der 35-jährige Fürst Sergej Wassiljewitsch Mjatlew hat sich in sein verfallendes Holzhaus direkt am Newaufer an der Petersburger Peripherie zurückgezogen. Der Park um das Haus wächst sommers zu. Am 14. Dezember 1844 gedenkt er der Dekabristen, die immer noch in Sibirien schmachten. Vor solchen Leuten wie dem Hinkepot, der Fürst meint seinen Bekannten, den Fürsten Andrej Wladimirowitsch Priimkow, fürchte sich der Zar immer noch. Der Hinkepot durfte inzwischen auf seine Tulaer Besitzung zurückkehren, muss aber Petersburg meiden. Trotzdem klebt er sich mitunter einen falschen Bart an und sucht Mjatlew in seinem Holzhaus auf. Man unterhält sich über die Frederiks’. Der Hinkepot schimpft den Baron einen Schmarotzer. Die um die 30-jährige Baronesse Aneta Frederiks, eigentlich Anna Michailowna Frederiks, geborene Glebowa, mit dem reichlich 50-jährigen Kammerherrn Baron Frederiks, einem Kurländer, verehelicht, umgarnt den Fürsten Mjatlew; nennt ihn liebevoll Serjosha. Der Hofminister des Zaren erhält einen anonymen Brief, in dem über Besuche der Baronesse im Holzhaus an der Newa berichtet wird. Okudschawa schreibt später zur Trennung der Verliebten: „… den Fürsten vergaß sie prompt, als sie die Locksignale des Gossudars bemerkte, …“ und Mjatlew klagt noch Jahre nach dem Bruch der Liebesbeziehung, Aneta habe „die kalten Umarmungen eines gewissen Monarchen“ den seinigen „vorgezogen“.
Mjatlew trennt sich von Aneta und lernt die schöne 22-jährige Alexandrina Shilzowa, Tochter des Kalugaer adeligen Gutsbesitzers Modest Viktorowitsch Shilzow, kennen. Shilzow, am 14. Dezember 1825 in Petersburg versehentlich verhaftet, war als unschuldiges Opfer der Justiz nach Transbaikalien in die Katorga Serentui verbracht worden und dort in Sibirien 1844 verstorben. Alexandrinas Mutter war Jahre zuvor gestorben. Alexandrina hatte sich unter anderen bei einem verwitweten Moskauer Professor der Medizin durchgeschlagen. Sie leidet an Schwindsucht. Besserung tritt im Sommer 1846 ein. Alexandrina will keine Fürstin Mjatlewa werden. Eines Tages ist sie aus dem Holzhaus verschwunden. Der Fürst weiß nur, sie ist zur Newa hinabgelaufen. Mjatlew hat später, wie oben zitiert, Alexandrinas Verhängnis benannt: Der Zar habe die junge Frau gequält. Damit ist der unnachsichtige Umgang des Imperators mit seinem nach Sibirien verbannten Untertanen Modest Shilzow gemeint. Alexandrina hatte an den Grafen von Benckendorff geschrieben. Dieser hatte geantwortet, der Vater könne nicht begnadigt werden, weil ein solcher Akt als Ungerechtigkeit gegenüber den übrigen Verbrechern aufgefasst werden könnte. Nach von Benckendorffs Tode konnte Alexandrina zu dessen Nachfolger, dem oben erwähnten Fürsten Orlow, vordringen. Während der Audienz hatte sie der Rede des Fürsten nicht folgen können und erst hinterher – draußen auf der Straße – war ihr aufgegangen, ihr war aus Orlows Munde die Todesnachricht überbracht worden.
Dann kam Gräfin Natalja Rumjanzewa ins Holzhaus und verführte Mjatlew. Der werdende Vater will Vernunft annehmen, bewirbt sich beim Grafen Nesselrode als Staatsbediensteter und heiratet Natalja auf Geheiß des Imperators. Mjatlew erhält im amerikanischen Departement einen Posten bei Baron Frederiks. Natalja stirbt mitsamt dem Kinde. Der Witwer hat von Natalja ein Besitztum im Gouvernement Smolensk und quittiert bei Nesselrode den diplomatischen Dienst.
In Petersburg sucht Mjatlew im Sommer 1850 Lavinia. Bei Lavinia, einer geborenen Brawura, Tochter eines längst verstorbenen Zuwanderers aus Polen, ist alles anders. Die resolute Mutter Lavinias sperrt die ihre Freiheit liebende Tochter ein. Die bleiche Lavinia heiratet Herrn Ladimirowski, „den Besitzer unzähliger Viehherden“. Nach der Hochzeit setzt die Mutter das Gerücht von einer Liebesheirat in die Welt. Der Fürst, den die Petersburger „für lasterhaft und unverbesserlich“ halten, will die Geliebte entführen. Zunächst möchte die junge Frau nicht gerettet werden. Mjatlew befasst sich weiter mit seinen Fluchtplänen; erwirbt in seiner Buchhandlung Reiseführer durch den Kaukasus. Der Zar behält ein Auge auf dem Fürsten; fragt: „Was treibt er nach dem Tode seiner Gattin?“ Als Lavinia ihre Ehe nicht mehr aushält, bittet sie Mjatlew um die vorgeschlagene Entführung. Herr Ladimirowski wird von seiner Gattin, der Madame Ladimirowskaja, auf die Zukunft vorbereitet: „Ich treffe mich ab und zu mit einem Mann, den ich liebe.“ Lavinias Mutter bittet kurz nach der Flucht Anfang Mai 1851 General Dubelt brieflich um Hilfe. Sein Untergebener von Müfling stellt umgehend fest, das flüchtende Liebespaar hat Ljuban auf dem Wege nach Twer über Nowgorod passiert. Obwohl noch nicht weit genug von Petersburg entfernt, legen die Flüchtlinge einen längeren Aufenthalt bei Iwan Jewdokimowitsch Awrossimow, einem dem Okudschawa-Leser bekannten Gutsbesitzer in der tiefen russischen Provinz, ein. In der zweiten Maihälfte erreicht das Paar Chowrino. Lavinia gewöhnt sich an ihren Beschützer; kann ohne seine Nähe nicht einschlafen. Als die junge Frau im heißen Juni im Süden Russlands fiebert, haben die zwei Flüchtlinge „nichts zu essen, nichts zu trinken, keine Medikamente, keinen Arzt“. Eine russische Festung im nördlichen Kaukasus-Vorgebirge bringt Rettung von dem Übel. Müfling arretiert das Paar nicht, sondern hilft ihm. Ende Juni erholt sich die Kranke. Über Pjatigorsk
und Wladikawkas wird Mitte Juli in Tiflis das Haus der 27-jährigen Maria Amilachwari erreicht. Petersburger Freunde, wie der Hauptmann Mischa Berg, die sich in Marias Hause einstellen, raten dem Fürsten dringend zur Flucht ins Ausland. Mjatlew will hiervon nichts wissen. Da taucht auch schon Oberleutnant Katakasi auf und bittet die Flüchtlinge zu einer Spazierfahrt in die Gouvernementskanzlei zur Aufnahme eines Protokolls. Am 28. Juli nimmt der Oberleutnant die Flüchtlinge fest und expediert sie in getrennten Kutschen, wie vom Imperator ausdrücklich befohlen, nach Petersburg.
Am 27. Februar 1852 heißt es, Mjatlew sitze im Alexei-Ravelin der Peter-und-Paul-Festung. Lavinia, gewaltsam ihrem Gatten zugeführt, verschließt sich vor den Menschen. Maria Amilachwaris Bruder Amiran wurde aus der Garde geworfen. Am 5. Mai 1852, auf den Tag genau ein Jahr nach der Flucht, wird Mjatlew verurteilt. Aller Besitzungen und des Fürstentitels für verlustig erklärt, wird er als einfacher Soldat nach Tmutarakan geschickt. Ende April 1853 wird er im Kaukasus in die Kompanie seines Freundes, des Hauptmanns Berg, gesteckt. Lavinia schreibt ihm Briefe. Der lesende Fürst weint und lacht. Bei einem Gefecht gegen die kaukasischen Bergvölker werden dem Soldaten Mjatlew beide Beine durchschossen. Koko Tetenborn fällt.
Daheim in Petersburg kommt Herr Ladimirowski nicht zur Ruhe. Am 10. Juli ist ihm die Frau schon wieder abhandengekommen. Im fernen Kaukasus wird Mjatlew, dem der Arzt die Beine zerschnitten hat, von der Krankenschwester Ignatjewa gepflegt. Der Arzt will mit der jungen Ignatjewa in freien Stunden nicht nur Tee trinken. Die kaltblütige Krankenschwester hält sich den Doktor – mit einer Pistole im Anschlag – vom Leibe. Bevor die Kompanie wieder ausrückt, schüchtert Hauptmann Berg den Mediziner ein. Die Ignatjewa sei seine Braut. Als die Krankenschwester den Invaliden Mjatlew schließlich spazierenführen darf, erzählt der Festungskommandant dem Mediziner, die Ignatjewa sei eine gesuchte Verbrecherin. Wenig später wird die Krankenschwester von einem Offizier abgeholt. Dieser spricht sie mit Frau Ladimirowskaja an.
1854 sitzt der Invalide Mjatlew in einer russischen Grenzfestung nahe bei Odessa fest und wartet auf seine Begnadigung. Das Begnadigungsschreiben trifft erst 1855 nach dem Tode des Zaren ein. Fürst Mjatlew ist abermals Gutsbesitzer. Bitter: Die „Bilderbuchschönheit“ Lavinia weilt in Italien. Alles wird gut. Das Liebespaar findet wiederum zueinander. Okudschawa schließt: „Gerüchten nach soll Lavinia Ladimirowskaja, nachdem sie Mjatlew begraben hatte, Rußland für immer verlassen haben.“

## Rezeption
Schröder schreibt im Juli 1980 in Berlin, Okudschawa habe Forschungen von Pawel Jelissejewitsch Schtschogolew aus dem Jahr 1922 zur Grundlage des Romangeschehens genommen; erzähle die Liebesgeschichte von Fürst Sergei Trubezkoi und Lawinija Schadimirowskaja. Jedoch habe der Autor manches erfunden – zum Beispiel die Geheimpolizisten von Müfling und Katakasi. Als ein Resümee könne festgehalten werden: In der Monarchie ist ein Leben für sich, also „in seelischer und geistiger Unabhängigkeit“, schier unmöglich.

## Verwendete Ausgabe
- Bulat Okudshawa: Die Reise der Dilettanten. Aus den Aufzeichnungen des Oberlieutnants im Ruhestand Amiran Amilachwari. Historischer Roman. Aus dem Russischen von Thomas Reschke. Mit einem Nachwort von Ralf Schröder. Aufbau-Verlag, Berlin 1981.